# Alessandro Andrei
Alessandro Andrei (Italia, 3 de enero de 1959) es un atleta italiano, especializado en la prueba de lanzamiento de peso en la que llegó a ser campeón olímpico en 1984 y subcampeón mundial en 1987.

## Carrera deportiva
En las Olimpiadas de Los Ángeles 1984 ganó el oro en lanzamiento de peso, quedando por delante de los estadounidenses Michael Carter y Dave Laut.
Tres años más tarde, en el Mundial de Roma 1987 ganó la medalla de plata, con un lanzamiento de 21.88 metros, tras el suizo Werner Günthör y por delante del estadounidense John Brenner.